# Murkidoddi, Raichur
Murkidoddi là một làng thuộc tehsil Raichur, huyện Raichur, bang Karnataka, Ấn Độ.